# Operacja Deny Flight
Operacja Deny Flight – trwająca od 12 kwietnia 1993 roku do 20 grudnia 1995 roku, wojskowa operacja lotnicza Sojuszu Północnoatlantyckiego (NATO), mająca na celu egzekucję, ustanowionego przez Organizację Narodów Zjednoczonych (ONZ), zakazu lotów statków powietrznych w określonych strefach nad terytorium Bośni i Hercegowiny oraz wsparciu powietrznym dla lądowych jednostek sił pokojowych ONZ (UNPROFOR).

## Zasady operacji
Rezolucja nr 781 Rady Bezpieczeństwa ONZ wzywała państwa członkowskie Organizacji Narodów Zjednoczonych do wsparcia sił pokojowych ONZ w wymuszeniu przestrzegania przez strony konfliktu zakazu wykonywania lotów w przestrzeni powietrznej Bośni i Hercegowiny. Rezolucja ta jednak wzywała raczej do monitorowania przestrzegania zakazu lotów, aniżeli do aktywnego oddziaływania na naruszycieli wprowadzonego zakazu. Prowadzona pierwotnie (w związku z tą rezolucją) operacja Sky Monitor, nie mogła wobec tego skutecznie zapobiec naruszaniu zakazu lotów. Samoloty NATO miały bowiem możliwość użycia siły wyłącznie w obronie własnej, w wypadku bezpośredniego ataku przez jedną ze stron konfliktu. W innych sytuacjach, obejmujących na przykład potrzebę osłony własnego lotnictwa, piloci musieli zwracać się z prośbą o zezwolenie na podjęcie działań siłowych. W okresie od 16 października 1992 roku do 13 kwietnia 1993 roku, NATO odnotowało ponad 500 naruszeń zakazu lotów nad Bośnią i Hercegowiną, co spowodowało wydanie przez Rade Bezpieczeństwa kolejnej rezolucji - nr 816, rozszerzającej zakaz lotów do wszystkich statków powietrznych, w tym śmigłowców i samolotów. Rezolucja, która weszła w życie 13 marca 1993 roku, uprawniała również wszystkie państwa (w ścisłej koordynacji z Sekretarzem Generalnym ONZ oraz siłami pokojowymi tej organizacji) do podjęcia wszelkich środków niezbędnych do wymuszenia przestrzegania zakazu przez wszystkie zwaśnione strony. Ostatecznie, na podstawie rezolucji nr 816, Rada Północnoatlantycka NATO podjęła 8 kwietnia decyzję o użyciu lotnictwa NATO w operacji wymuszenia wprowadzonej przez ONZ strefy zakazu lotów. Decyzja ta umożliwiła opracowanie, a następnie wprowadzenie w życie (z dniem 12 kwietnia) planu operacji "Deny Flight" (OPLAN 40101). Załącznik "E" tego planu zawierał reguły użycia siły obowiązujące w działaniach związanych z operacją. Wejście w życie kolejnej rezolucji Rady Bezpieczeństwa - nr 836, dotyczącej zagrożeń w ustanowionych wcześniej przez ONZ specjalnych strefach bezpieczeństwa w kilku miejscowościach (Sarajewo, Bihać, Srebrenica, Goražde, Tuzla, Žepa), wymusiło zmianę planu. Na spotkaniu ministrów spraw zagranicznych państw członkowskich Sojuszu, które odbyło się 10 czerwca 1993 roku, uzgodniono, że NATO zapewni wsparcie lotnicze w wypadku ataku na jednostki sił pokojowych ONZ w Bośni i Hercegowinie, wyłącznie po wcześniejszym zgłoszeniu zapotrzebowania przez ONZ. 14 czerwca 1993 roku do NATO wpłynął wniosek Sekretarza generalnego ONZ z prośbą o przygotowanie planów bezpośredniego wsparcia lotniczego. Sekretarz Generalny zaznaczył jednak, że plan ten powinien być uzgodniony z nim lub z jego specjalnym przedstawicielem w byłej Jugosławii. Rezolucja Rady Bezpieczeństwa nr 836 oraz wniosek Sekretarza Generalnego o wsparcie lotnicze poskutkowały przebazowaniem, w rejon działań (do baz we Włoszech), samolotów przeznaczonych do wykonywania misji bezpośredniego wsparcia lotniczego.

### Sposób podejmowania decyzji
O ile system dowodzenia NATO był klarowny i zapewniał szybkie wypracowanie decyzji dotyczącej akceptacji bezpośredniego wsparcia lotniczego lądowych jednostek sił pokojowych ONZ, o tyle powiązanie tej decyzji ze strukturami ONZ, w dużej mierze utrudniało, a jak pokazał przebieg operacji, w niektórych przypadkach wręcz uniemożliwiało, prowadzenie działań. Sekretarz Generalny musiał bowiem osobiście wyrazić zgodę na przeprowadzenie każdej konkretnej operacji wsparcia lotniczego. W ten sposób, dowódca zaatakowanej jednostki sił ochronnych ONZ (UNPROFOR) przekazywał zapotrzebowanie na wsparcie przez przydzieloną mu grupę taktyczną lub oficera dowodzącego lotnictwem. Zapotrzebowanie to docierało przez ośrodek koordynacji działań powietrznych (AOCC) do dowódcy UNPROFOR, który po ewentualnym zaakceptowaniu przekazywał je dowódcy sił pokojowych w byłej Jugosławii (UNPF) w Zagrzebiu. Tam specjalnie wydzielona komórka kryzysowa dokonywała oceny przesłanego zapotrzebowania i w przypadku pozytywnej oceny przesyłała je do specjalnego przedstawiciela Sekretarza Generalnego ONZ. Pełniący wówczas tę funkcję Yasushi Akashi mógł przesłać zapotrzebowanie do Nowego Jorku lub je odrzucić. Ostatecznie, wniosek mógł dotrzeć do Sekretarza Generalnego ONZ w siedzibie głównej organizacji w Nowym Jorku, gdzie Sekretarz analizował potrzebę każdej wnioskowanej akcji lotnictwa NATO. W przypadku pozytywnej oceny wniosku przez Sekretarza Generalnego ONZ, zapotrzebowanie trafiało do politycznych i wojskowych struktur NATO.

### Zasady użycia siły
Zasady bezpośredniego użycia siły w operacji "Deny Flight" bardzo precyzyjnie ustalone zostały przez memorandum MCM-KAD-084-93. Opracowano je według hierarchii ważności. Na najwyższym piętrze tej hierarchii znalazła się zasada unikania "niepotrzebnych strat", zwłaszcza (choć nie tylko) wśród ludności cywilnej (non-collateral damages). Poniżej w hierarchii znajdowało się bezpieczeństwo i unikanie strat wśród załóg bojowych samolotów. Dopiero na samym końcu znalazła się potrzeba wykonania misji (celu konkretnego lotu). Taka hierarchia sprowadzała się w praktyce do zasady, że np. pilot samolotu NATO nie mógł podjąć żadnego działania ofensywnego przeciwko wykrytej naziemnej baterii przeciwlotniczej. W razie zaatakowania (np. wystrzelonym w jego kierunku rakietowym pociskiem przeciwlotniczym) mógł jedynie wykonać manewr przeciwrakietowy w celu uniknięcia zestrzelenia. Bez zgody dowództwa NATO w Brukseli nie mógł podjąć żadnej akcji ofensywnej przeciwko samej baterii. Zasady te były ostro krytykowane przez samych wojskowych, lecz wynikały one po pierwsze z charakteru operacji, po drugie zaś odpowiadały wymogom i ograniczeniom stawianym przez organy polityczne.

## Siły uczestników

### Strony konfliktu
| Kategoria sprzętu                     | Typ i kaliber                                    | Siły zbrojne Serbskiej Republiki Bośni i Hercegowiny | Chorwackie siły zbrojne Bośni i Hercegowiny | Armia bośniacka |
| ------------------------------------- | ------------------------------------------------ | ---------------------------------------------------- | ------------------------------------------- | --------------- |
| Czołgi                                | M-84, T-55                                       | ok. 350                                              | ok. 105                                     | ok. 15          |
| Bojowe wozy piechoty                  | BVP M-60, BVP M-80                               | 200                                                  | 30                                          | 10              |
| Działa                                | 70, 100, 105, 122, 130, 152, 155 mm              | 1000                                                 | 170                                         | 10              |
| Wieloprowadnicowe wyrzutnie rakietowe | M-77 Oganj, M-87 Orkan                           | 60                                                   | 15                                          | 5               |
| Działa bezodrzutowe                   | 82, 105 mm                                       | 800                                                  | 250                                         | 100             |
| Moździerze                            | 82, 120 mm                                       | 1200                                                 | 300                                         | 200             |
| Samoloty bojowe                       | MiG-21, J-21 Jastreb, G-2 Galeb, G-4 Super Galeb | 45                                                   | 1                                           | -               |
| Śmigłowce z uzbrojeniem               | Gazelle, Bell 206                                | 10                                                   | 3                                           | -               |

### Siły NATO
| Państwo           | Typ samolotu            | Liczba      | Bazowanie                |
| ----------------- | ----------------------- | ----------- | ------------------------ |
| Holandia          | F-16A Fighting Falcon   | 10          | Villafranca              |
| Holandia          | F-16A/R Fighting Falcon | 4           | Villafranca              |
| Francja           | Mirage 2000             | 10          | Cervia                   |
| Francja           | Mirage F1               | 4           | Istrana                  |
| Stany Zjednoczone | F-15 Eagle              | 12          | Aviano                   |
| Stany Zjednoczone | F/A-18 Hornet           | 12          | USS "Theodore Roosevelt" |
| Stany Zjednoczone | KC-135AREF Stratotanker | 5           | Siginella                |
| NATO              | E-3 Sentry              | brak danych | brak danych              |